# 로스앤젤레스 영화제

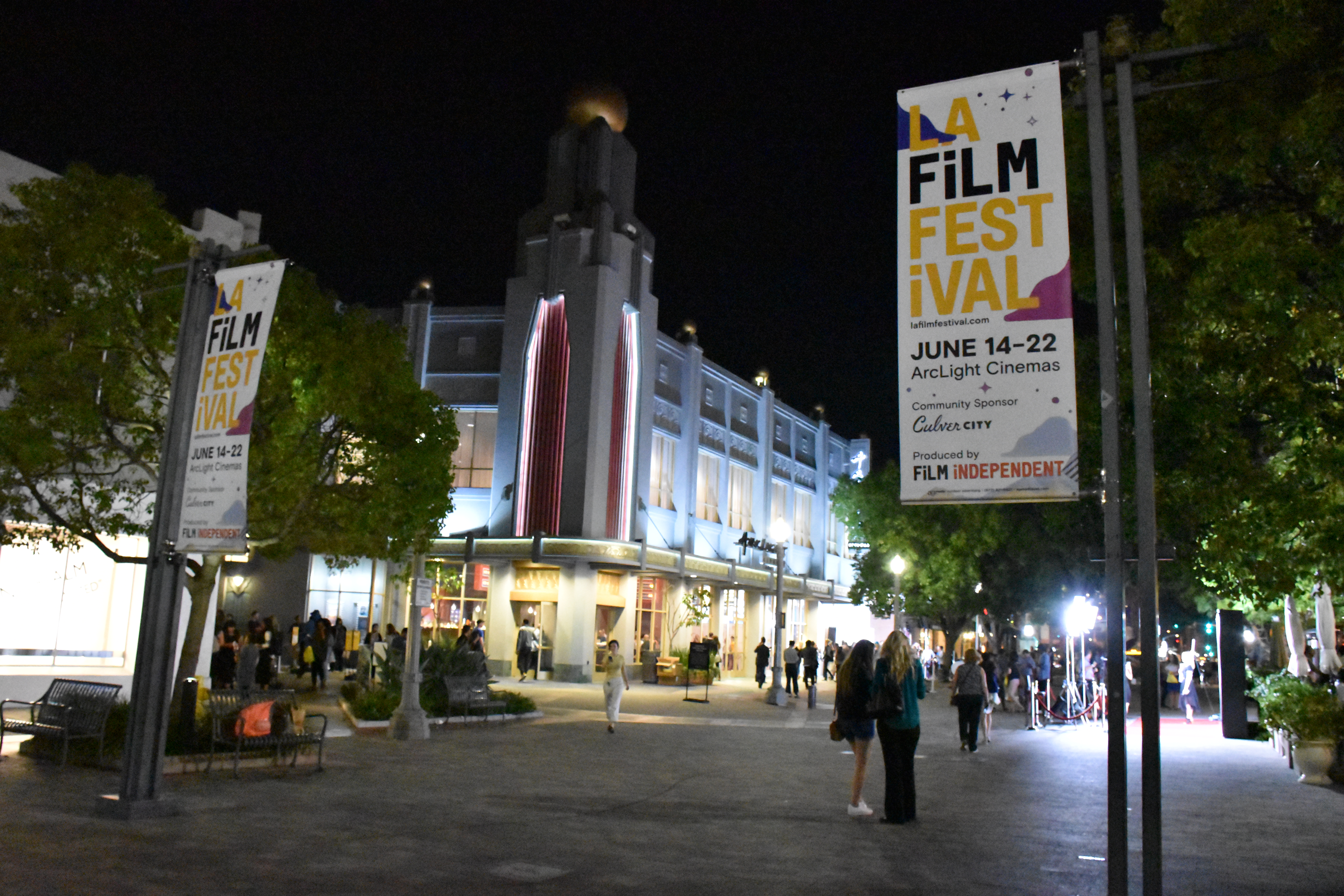

LA 영화제(Los Angeles Film Festival)는 매년 6월에 10일 동안 웨스트우드 빌리지, 로스앤젤레스에서 개최되는 영화제이다. 본 영화제에서는 북미 독립, 장편, 다큐멘터리, 그리고 단편영화 등을 쇼케이스한다.

## 각종 시상식
- 타켓 필름메이커 어워드 최고 나레이티브 장편 (영문: Target Filmmaker's Award for Best Narrative Feature) 현금 상금 $50,000
- 타켓 필름메이커 어워드 최고 다큐멘터리 장편 (영문: Target Filmmaker's Award for Best Documentary Feature) 현금 상금 $5,000
- 관객 어워드 최고 나레이티브 장편 (영문: Audience Award for Best Narrative Feature)
- 관객 어워드 최고 장편 다큐멘터리 (영문: Audience Award for Best Documentary Feature)
- 관객 어워드 최고 외국 장편 (영문: Audience Award for Best International Feature )
- 최우수 각본 퍼포먼스 (영문: Outstanding Performance in the Narrative Competition)
- 최고 나레이티브 단편 영화 (영문: Best Narrative Short Film )
- 최고 다큐멘터리 단편 영화 (영문: Best Documentary Short Film )
- 최고 애니메이션/실험 단편 영화 (영문: Best Animated/Experimental Short Film )
- 관객 어워드 최고 단편 영화 (영문: Audience Award for Best Short Film)